# Fjodor Ochlopkov
Fjodor Matvejevitsj Ochlopkov (Russisch: Фёдор Матвеевич Охлопков) (Krest-Chaldzjaj, keizerrijk Rusland (hedendaags Jakoetië), 2 maart 1908 - aldaar, 28 mei 1968) was een Sovjet-Russische scherpschutter tijdens de Tweede Wereldoorlog die tussen oktober 1942 en juni 1944 in totaal 429 soldaten en officieren van de Wehrmacht doodde. Dit maakt hem tot meest succesvolle scherpschutter van het Rode Leger. Hij werd hiervoor onderscheiden als Held van de Sovjet-Unie.

## Biografie
In september 1941 meldden Ochlopkov en zijn neef Vasili zich aan voor het Rode Leger. Ze werden geplaatst in het 1243e Regiment van het 30e Leger. Op 12 december 1941 werden beiden, als machinegeweerteam (Ochlopkov als schutter, Vasili als drager), naar het front gestuurd. In februari 1942 kwam Vasili om het leven en was Fjodor al viermaal gewond geraakt. In mei 1942 slaagde Fjodor voor zijn scherpschuttersexamen en in oktober werd hij als scherpschutter aangesteld binnen de 234e Regiment Fuseliers van de 179e Divisie. Met zijn Mosin-Nagant 91/30 doodde hij in totaal 429 Duitse soldaten. Met zijn, mede succesvolle, tijd als schutter van een machinegeweerteam opgeteld komt het aantal omgebrachte soldaten boven de 1000.
Na de oorlog keerde hij terug naar zijn geboortedorp. Op 6 mei 1965 werd hij onderscheiden als Held van de Sovjet-Unie. Drie jaar later, op 60-jarige leeftijd, overleed Ochlopkov.

## Onderscheidingen
- Gouden Ster op 6 mei 1965
- Leninorde op 6 mei 1965
- Orde van de Rode Banier op 28 juni 1944
- Orde van de Vaderlandse Oorlog, 2e klasse op 7 oktober 1943
- Orde van de Rode Ster op 27 augustus 1942 en 4 december 1942